# Raphael Nathan Rabinowitz

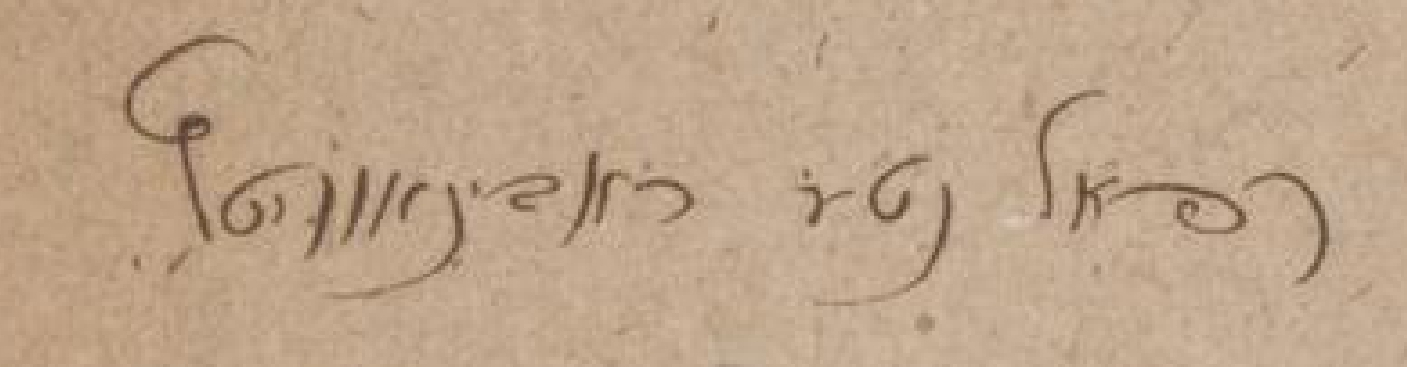

Raphael Nathan Rabinowitz (auch: Rabbinowicz, Rabbinowitsch, Rabbinowitz; russisch Рафаил Натан Рабинович; * 4. Juni 1835 in Žagarė; † 29. November 1888 in Kiew) war ein russischer Talmudgelehrter.
Er arbeitete überwiegend in München an seinem Hauptwerk Dikduke Soferim (Variae lectiones in Mischnam et in Talmud Babylonicum, 16 Bände, 1867–1897) und wurde finanziell von Abraham Merzbacher unterstützt.